# 조시 브라튼
조시 브라튼(Josh Braaten, 영어 발음: /ˈbrɑːtən/, 1977년 6월 25일 ~ )은 미국의 배우이다.

## 출연 작품
- 식스 레터 워드 (2012년)
- 오버나이트 (2012, Overnight) - 데렉 역
- 디 엑스 리스트 (2008년)
- 세미 프로 (2008년)
- 덤 앤 더머 - 해리가 로이드를 만났을 때 (2003년)

### 텔레비전
- 크리미널 마인드 (2010) - 콜비 바크너 역